# Église Saint-Romain de Château-Chinon
L'église Saint-Romain est une église paroissiale catholique située à Château-Chinon, dans le département de la Nièvre.

## Localisation
L'église est située sur la place Saint-Romain, dans la partie haute de la ville de Château-Chinon.

## Histoire

### L'église actuelle

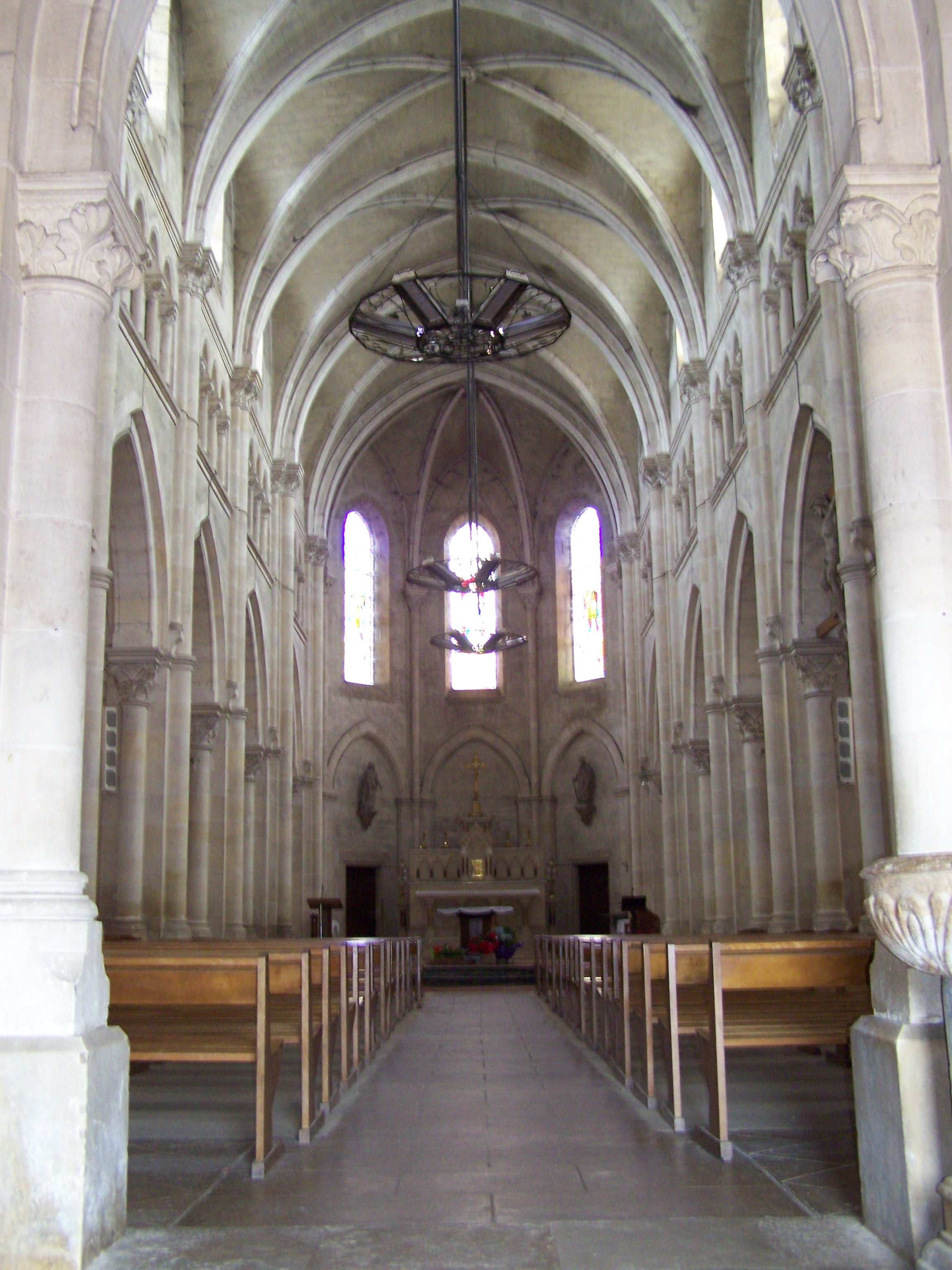
La nef de l'église.

L'église actuelle, de style néogothique et avec sa flèche de 41 mètres, fut bâtie entre 1894 et 1896 par l'architecte de la ville, Andoche Parthiot, et fut consacrée en 1902.
Elle est placée sous le vocable de saint Romain († 560), instructeur de Benoît de Nursie à Subiaco qui, venant d'Italie, s'installa dans une grotte à Druyes-les-Belles-Fontaines (Yonne), dont il fonda le village et son monastère en devenant le premier abbé.[réf. nécessaire]

### Les édifices précédents
L'édifice actuel fait suite à plusieurs reconstructions. La première église, en style roman, date du XIIe siècle. Elle fut remplacée ensuite par une autre couverte en bois avec un clocher de style gothique.
En 1722, l'église s'écroule en partie en faisant de nombreux tués et blessés. Dès l'année suivante, la foudre y provoque un incendie. Reconstruite à nouveau, elle est démolie durant la Révolution.
Elle fut une nouvelle fois rebâtie en 1824, mais considérée trop petite, une ultime reconstruction eu donc lieu en 1894 pour faire place à l'église actuelle.
Pietà en marbre fin XVIe siècle. Impressionnants fonts baptismaux en marbre XIXe siècle, ouverte tous les jours.

## Diocèse
L'église Saint-Romain de Château-Chinon est le siège du diocèse de Château-Chinon. Le curé actuel en est le père David Lambert et la circonscription inclut les églises suivantes : 
- L'église Saint-Pierre-aux-Liens d'Arleuf,
- L'église Saint-Martin de Blismes,
- L'église Saint-Euphrône de Corancy,
- L'église Saint-Martin de Dommartin,
- L'église Saint-Pierre-et-Saint-Paul de Fâchin,
- L'église Saint-André de Lavault-de-Frétoy,
- L'église Saint-Léger de Montigny-en-Morvan,
- L'église Saint-Hilaire de Saint-Hilaire-en-Morvan,
- L'église Saint-Léger de Saint-Léger-de-Fougeret,

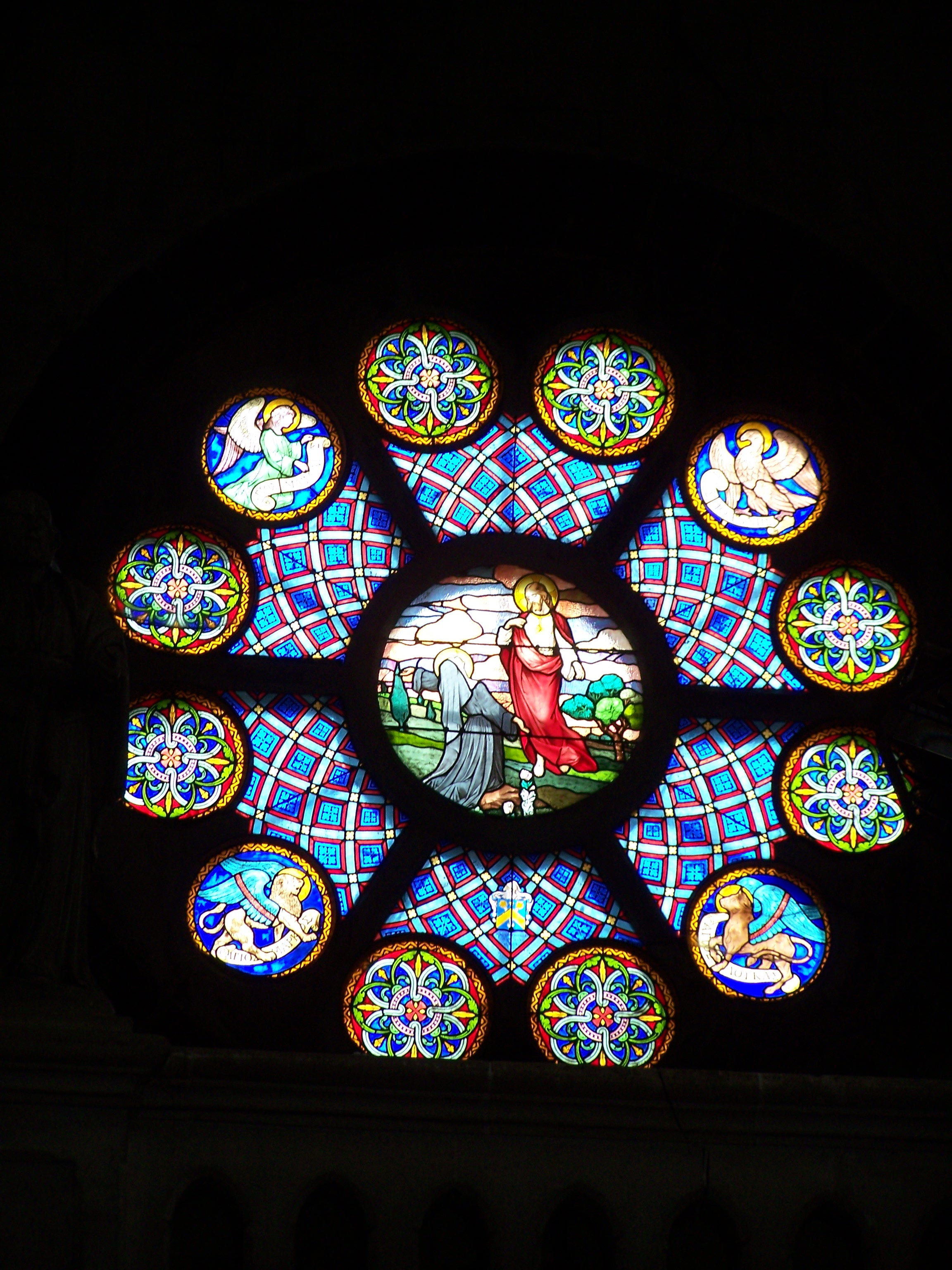
La chapelle de l'hôpital de Château-Chinon,
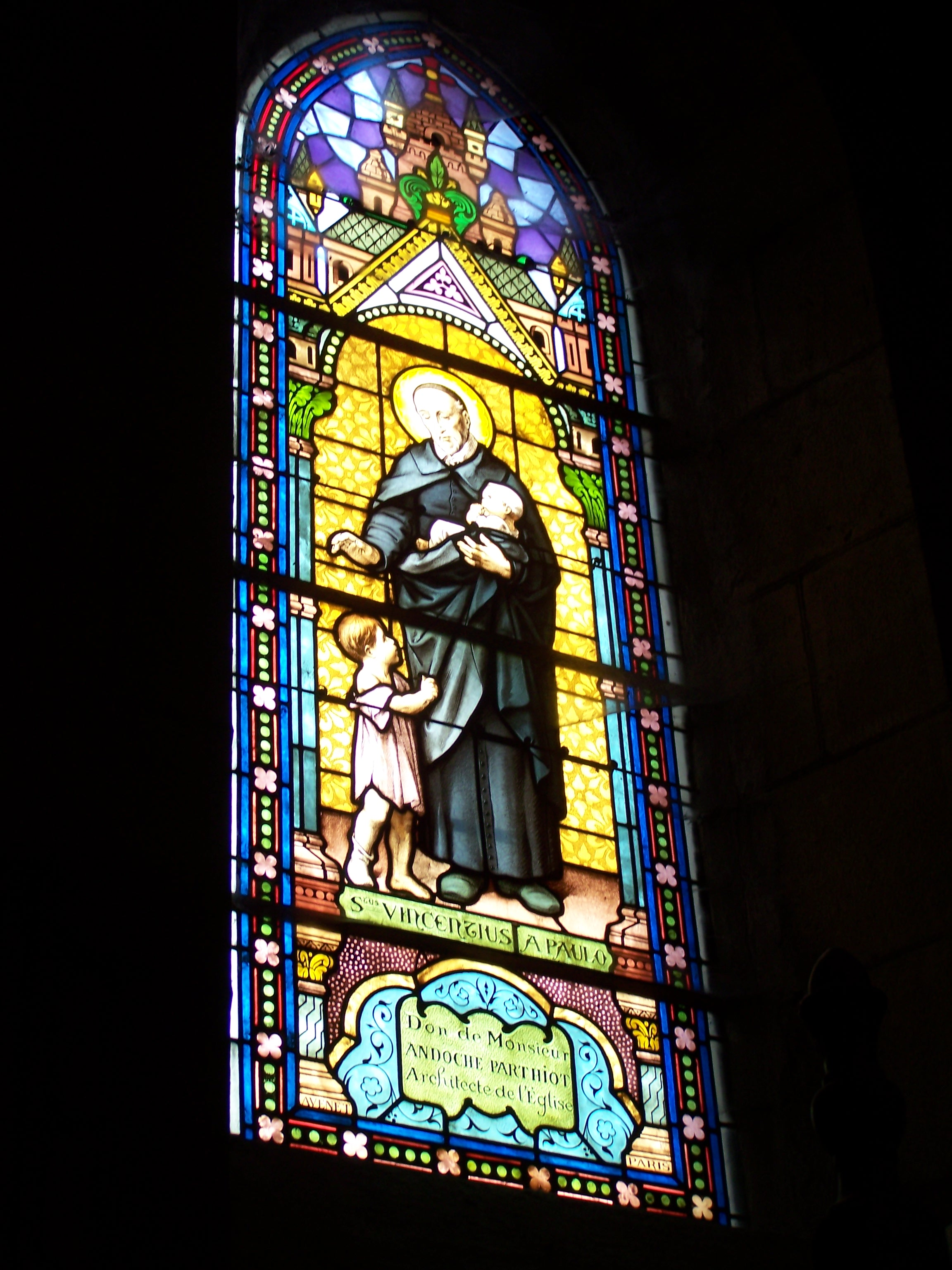
Un vitrail, don d'Andoche Parthiot, l'architecte de l'église
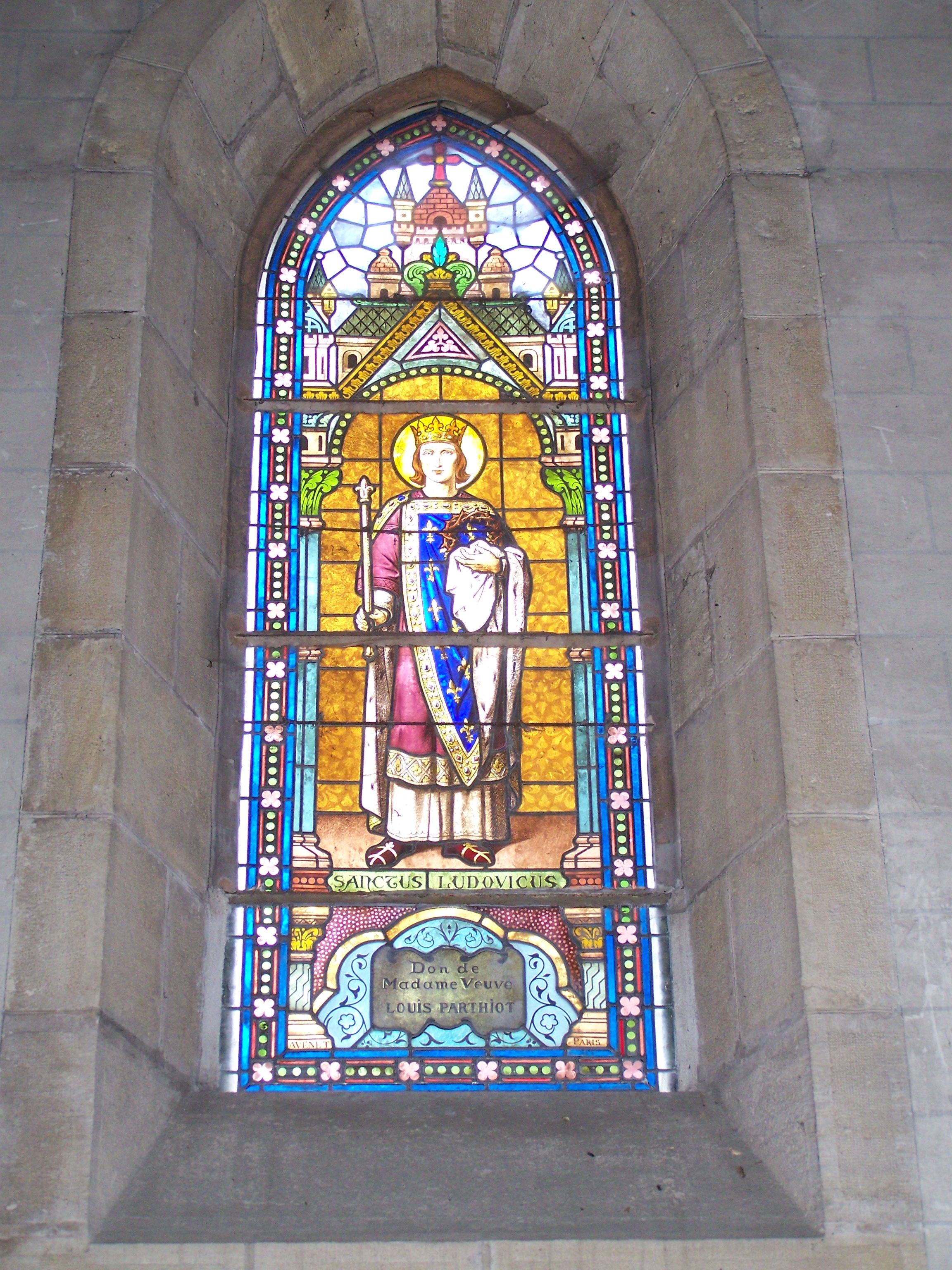
Un vitrail, don de la veuve de l'architecte
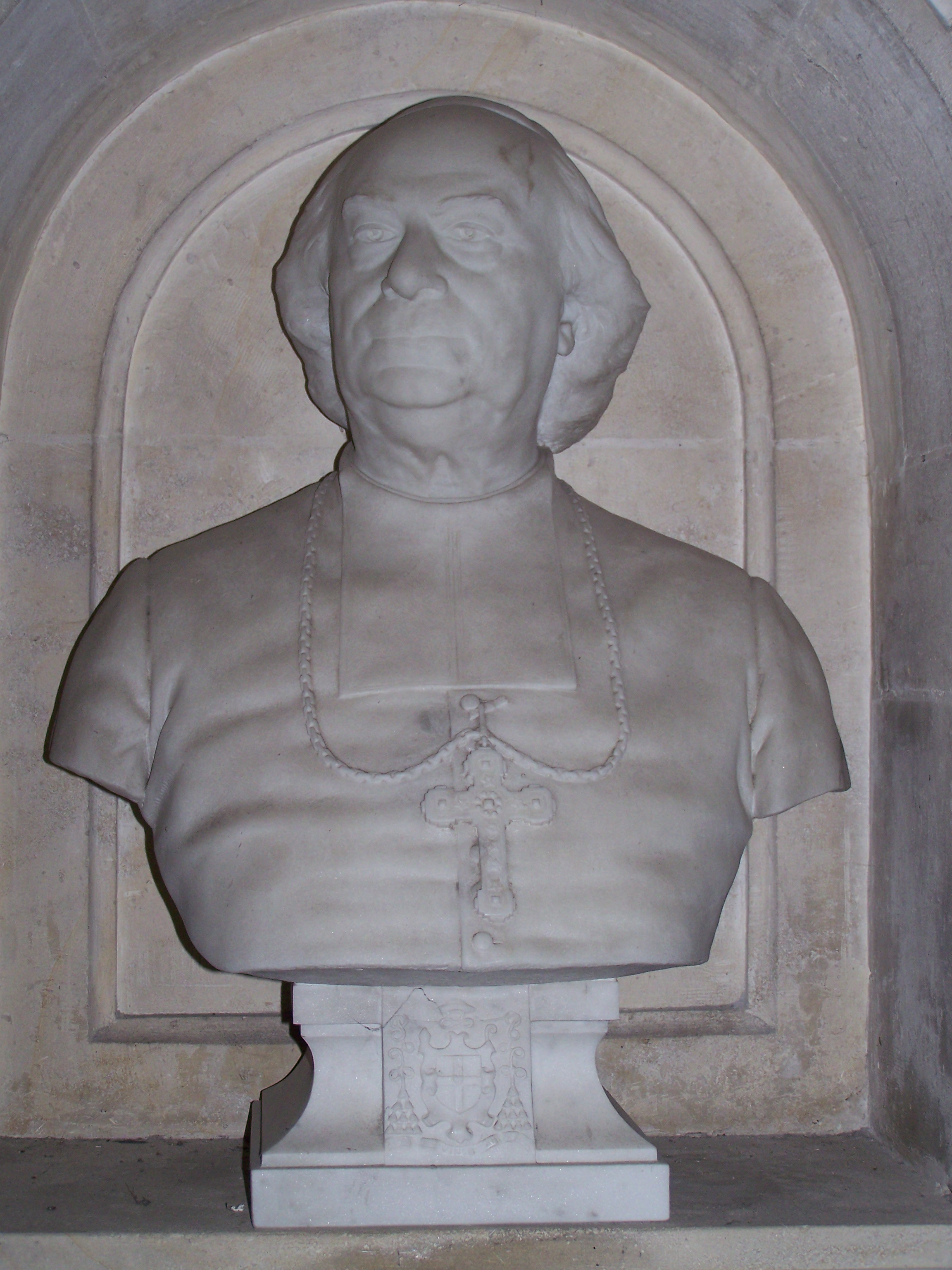
Buste de Mgr Cortet

- La chapelle de Marie à Château-Chinon.